# Tim Sørensen
Tim Sørensen (ur. 14 maja 2000 w Brøns) – duński żużlowiec, zawodnik Wybrzeża Gdańsk.

## Kariera żużlowa
Po raz pierwszy jeździł w lidze duńskiej w drużynie Munkebo, a w 2017 roku podpisał kontrakt z Esbjerg. Od 2019 roku jest zawodnikiem Region Varde.
Sørensen zyskał sławę w sezonie 2020, będąc częścią reprezentacji Danii, która zdobyła srebrny medal na Drużynowych Mistrzostwach Świata Juniorów 2020. W 2021 roku został ponownie wybrany do udziału w tym wydarzeniu i ponownie zdobył srebrny medal podczas Drużynowych Mistrzostw Świata Juniorów 2021. W 2021 roku zdobył również tytuł Indywidualnego Mistrza Danii do lat 21 na żużlu.
W 2019 związał się z KS Toruń, ale nie zadebiutował w barwach tego klubu.
W 2020 podpisał kontrakt z Orłem Łódź, ale pandemia COVID-19 uniemożliwiła mu starty.
W 2021 roku zadebiutował w Polsce jako zawodnik Stali Rzeszów. Uzyskał średnią 1,556 pkt/bieg w rozgrywkach II ligi.
W sezonie 2022 startował dla klubu TŻ Ostrovia, uzyskując w rozgrywkach Ekstraligi średnią 0,722 pkt/bieg.
Rok później, w sezonie 2023 reprezentował barwy Startu Gniezno w rozgrywkach II ligi żużlowej. Sezon zakończył ze średnią 2,051 pkt/bieg.
W sezonie 2024 startował dla Polonii Bydgoszcz. W rozgrywkach Metalkas 2 Ekstraligi uzyskał średnią 1,783 pkt/bieg. Najlepszy zawodnik U24 w Metalkas 2. Ekstralidze 2024. 
W sezonie 2025 reprezentować będzie barwy Wybrzeża Gdańsk. 29 marca 2025 roku zajął trzecią lokatę w turnieju o Puchar Burmistrza Wittstock.